# ブーン郡 (アーカンソー州)
ブーン郡（Boone County）は、アメリカ合衆国アーカンソー州に位置する郡である。人口は3万7373人（2020年）。郡庁所在地はハリソンである。ブーン郡は1869年4月9日に設立されw:Daniel Booneの名を取って命名された。

## 地理
アメリカ合衆国統計局によると、この郡は総面積1,559 km2 (602 mi2) である。このうち1,531 km2 (591 mi2) が陸地で28 km2 (11 mi2) が水地域である。総面積の1.77%が水地域となっている。

### 隣接する郡
- トーニー郡 (ミズーリ州)  (北)
- マリオン郡  (東)
- サーシー郡  (南東)
- ニュートン郡  (南)
- キャロル郡  (西)

## 人口動静
2000年現在の国勢調査で、この郡は人口33,948人、13,851世帯、及び9,861家族が暮らしている。人口密度は22/km2 (57/mi2) である。10/km2 (26/mi2) の平均的な密度に15,426軒の住居が建っている。この郡の人種的構成は白人97.60%、アフリカン・アメリカン0.11%、先住民0.71%、アジア0.32%、太平洋諸島系0.02%、その他の人種0.34%、及び混血0.90%である。人口の1.06%がヒスパニックまたはラテン系である。
この郡内の住民は23.90%が18歳未満の未成年、18歳以上24歳以下が8.20%、25歳以上44歳以下が26.50%、45歳以上64歳以下が24.70%、及び65歳以上が16.70%にわたっている。中央値年齢は39歳である。女性100人ごとに対して男性は93.10人である。18歳以上の女性100人ごとに対して男性は89.70人である。
この郡の世帯ごとの平均的な収入は29,988米ドルであり、家族ごとの平均的な収入は34,974米ドルである。男性は27,114米ドルに対して女性は19,229米ドルの平均的な収入がある。この郡の一人当たりの収入 (per capita income) は16,175米ドルである。人口の14.80%及び家族の10.70%は貧困線以下である。全人口のうち18歳未満の19.00%及び65歳以上の12.90%は貧困線以下の生活を送っている。

## 都市及び町
| - Alpena - Bellefonte - Bergman | - ダイヤモンドシティ - エバートン - ハリソン | - リードヒル - オマハ - サウスリードヒル | - バレースプリングス - Zinc |